# Думбуя, Секу
Секу́ Ума́р Думбу́я (фр. Sekou Oumar Doumbouya; род. 23 декабря 2000 года, Конакри, Гвинея) — французский профессиональный баскетболист гвинейского происхождения, играющий на позиции тяжёлого форварда. На драфте НБА 2019 года он был выбран под 15-м номером командой «Детройт Пистонс».

## Профессиональная карьера

### Пуатье Баскет 86 (2016—2018)
26 августа 2016 года Думбуя подписал контракт с первым профессиональным клубом в своей карьере «Пуатье Баскет 86», выступавшим тогда во второй французской лиге. По итогам первого сезона он набирал в среднем 6,8 очков и 3,3 подбора за игру.
29 июня 2017 года Думбуя подписал новый 3-летний контракт с «Пуатье Баскет 86». По итогам 28 сыгранных во втором сезоне игр Думбуя набирал в среднем 8,5 очков, 4,1 подбора и 1 передачу за игру, получив приз лучшему молодому игроку чемпионата.

### Лимож (2018—2019)
25 июня 2018 года Думбуя подписал контракт с клубом первой французской лиги «Лимож». По итогам сезона он набирал в среднем 7,7 очков и 3,2 подбора за игру.
19 апреля 2020 года Думбуя выстывал свою кандидатуру на драфт НБА 2020 года.

### Детройт Пистонс (2019—настоящее время)
Думбуя был выбран под 15-м номером на драфте НБА 2019 года клубом «Детройт Пистонс». 4 июля 2019 года подписал с Детройтом контракт новичка на 4 года. 9 октября Думбуя получил сотрясение мозга, из-за которого его дебют в НБА отложился на несколько игр. 23 ноября Думбуя дебютировал в НБА, выйдя со скамейки запасных, в поражении от «Милуоки Бакс» со счётом 90—104. 1 декабря Думбуя набрал 4 очка за 3 минуты в победе над «Сан-Антонио Спёрс» со счётом 132—98. 2 января 2020 года дебютировал в стартовом составе и набрал 10 очков, 11 подборов и 1 перехват в поражении от «Лос-Анджелес Клипперс» со счётом 112—126. Через 2 дня Думбуя обновил личный рекорд результативности, набрав 16 очков, в матче, закончившемся победой над «Голден Стэйт Уорриорз» со счётом 111—104. 15 января он установил личный рекорд результативности в том сезоне, набрав 24 очка, в матче, завершившемся победой над «Бостон Селтикс» со счётом 116—103.

## Сборная Франции
В 2016 году завоевал золотую медаль, выступая в составе сборной Франции, на чемпионате Европы U18, проходившем в Самсуне, Турция. По итогам турнира Думбуя набирал в среднем 17,8 очков, 7 подборов, 1,3 перехвата и 1,2 блока за игру и попал в сборную турнира.

## Достижения
- Победитель чемпионата Европы (до 18 лет): 2016

## Статистика

### Статистика в НБА
| Сезон                                                                                    | Команда | Регулярный сезон | Регулярный сезон | Регулярный сезон | Регулярный сезон | Регулярный сезон | Регулярный сезон | Регулярный сезон | Регулярный сезон | Регулярный сезон | Регулярный сезон | Регулярный сезон | Серия плей-офф | Серия плей-офф | Серия плей-офф | Серия плей-офф | Серия плей-офф | Серия плей-офф | Серия плей-офф | Серия плей-офф | Серия плей-офф | Серия плей-офф | Серия плей-офф |
| Сезон                                                                                    | Команда | GP               | GS               | MPG              | FG%              | 3P%              | FT%              | RPG              | APG              | SPG              | BPG              | PPG              | GP             | GS             | MPG            | FG%            | 3P%            | FT%            | RPG            | APG            | SPG            | BPG            | PPG            |
| ---------------------------------------------------------------------------------------- | ------- | ---------------- | ---------------- | ---------------- | ---------------- | ---------------- | ---------------- | ---------------- | ---------------- | ---------------- | ---------------- | ---------------- | -------------- | -------------- | -------------- | -------------- | -------------- | -------------- | -------------- | -------------- | -------------- | -------------- | -------------- |
| 2019/20                                                                                  | Детройт | 38               | 19               | 19,8             | 39,0             | 28,6             | 67,4             | 3,1              | 0,5              | 0,5              | 0,2              | 6,4              | Не участвовал  | Не участвовал  | Не участвовал  | Не участвовал  | Не участвовал  | Не участвовал  | Не участвовал  | Не участвовал  | Не участвовал  | Не участвовал  | Не участвовал  |
| 2020/21                                                                                  | Детройт | 56               | 11               | 15,5             | 37,9             | 22,6             | 70,3             | 2,6              | 0,8              | 0,4              | 0,2              | 5,1              | Не участвовал  | Не участвовал  | Не участвовал  | Не участвовал  | Не участвовал  | Не участвовал  | Не участвовал  | Не участвовал  | Не участвовал  | Не участвовал  | Не участвовал  |
| 2021/22                                                                                  | Лейкерс | 2                | 0                | 8,2              | 62,5             | 50,0             | 75,0             | 3,0              | 0,0              | 1,5              | 1,0              | 7,0              | Не участвовал  | Не участвовал  | Не участвовал  | Не участвовал  | Не участвовал  | Не участвовал  | Не участвовал  | Не участвовал  | Не участвовал  | Не участвовал  | Не участвовал  |
|                                                                                          | Всего   | 96               | 30               | 17,1             | 38,8             | 25,6             | 69,3             | 2,8              | 0,7              | 0,5              | 0,2              | 5,6              | Не участвовал  | Не участвовал  | Не участвовал  | Не участвовал  | Не участвовал  | Не участвовал  | Не участвовал  | Не участвовал  | Не участвовал  | Не участвовал  | Не участвовал  |
| Наведите курсор мыши на аббревиатуры в заголовке таблицы, чтобы прочесть их расшифровку. |         |                  |                  |                  |                  |                  |                  |                  |                  |                  |                  |                  |                |                |                |                |                |                |                |                |                |                |                |

### Статистика в Джи-Лиге
| Сезон                                                                                    | Команда            | Регулярный сезон | Регулярный сезон | Регулярный сезон | Регулярный сезон | Регулярный сезон | Регулярный сезон | Регулярный сезон | Регулярный сезон | Регулярный сезон | Регулярный сезон | Регулярный сезон | Серия плей-офф | Серия плей-офф | Серия плей-офф | Серия плей-офф | Серия плей-офф | Серия плей-офф | Серия плей-офф | Серия плей-офф | Серия плей-офф | Серия плей-офф | Серия плей-офф |
| Сезон                                                                                    | Команда            | GP               | GS               | MPG              | FG%              | 3P%              | FT%              | RPG              | APG              | SPG              | BPG              | PPG              | GP             | GS             | MPG            | FG%            | 3P%            | FT%            | RPG            | APG            | SPG            | BPG            | PPG            |
| ---------------------------------------------------------------------------------------- | ------------------ | ---------------- | ---------------- | ---------------- | ---------------- | ---------------- | ---------------- | ---------------- | ---------------- | ---------------- | ---------------- | ---------------- | -------------- | -------------- | -------------- | -------------- | -------------- | -------------- | -------------- | -------------- | -------------- | -------------- | -------------- |
| 2019/20                                                                                  | Гранд-Рапидс Драйв | 16               | 14               | 27,0             | 49,0             | 35,6             | 84,4             | 5,4              | 1,4              | 1,0              | 0,6              | 17,5             | Не участвовал  | Не участвовал  | Не участвовал  | Не участвовал  | Не участвовал  | Не участвовал  | Не участвовал  | Не участвовал  | Не участвовал  | Не участвовал  | Не участвовал  |
| 2021/22                                                                                  | Саут-Бей Лейкерс   | 12               | 8                | 19,7             | 38,2             | 27,3             | 66,7             | 4,8              | 1,3              | 0,7              | 0,5              | 6,3              | Не участвовал  | Не участвовал  | Не участвовал  | Не участвовал  | Не участвовал  | Не участвовал  | Не участвовал  | Не участвовал  | Не участвовал  | Не участвовал  | Не участвовал  |
| 2022/23                                                                                  | Делавэр Блю Коатс  | 21               | 3                | 9,1              | 40,6             | 30,8             | 50,0             | 2,1              | 0,7              | 0,1              | 0,2              | 3,4              | Не участвовал  | Не участвовал  | Не участвовал  | Не участвовал  | Не участвовал  | Не участвовал  | Не участвовал  | Не участвовал  | Не участвовал  | Не участвовал  | Не участвовал  |
|                                                                                          | Всего              | 49               | 25               | 17,5             | 45,1             | 32,4             | 77,3             | 3,8              | 1,0              | 0,6              | 0,4              | 8,7              | Не участвовал  | Не участвовал  | Не участвовал  | Не участвовал  | Не участвовал  | Не участвовал  | Не участвовал  | Не участвовал  | Не участвовал  | Не участвовал  | Не участвовал  |
| Наведите курсор мыши на аббревиатуры в заголовке таблицы, чтобы прочесть их расшифровку. |                    |                  |                  |                  |                  |                  |                  |                  |                  |                  |                  |                  |                |                |                |                |                |                |                |                |                |                |                |

### Статистика в других лигах
| Сезон | Команда                     | Лига                                             | GP  | GS | MPG  | FG%  | 3P%  | FT%   | RPG | APG | SPG | BPG | PFL | TOV | PPG  |
| --- | --------------------------- | ------------------------------------------------ | --- | -- | ---- | ---- | ---- | ----- | --- | --- | --- | --- | --- | --- | ---- |
| 2015/16 | Все клубы                   | Все лиги                                         | 36  | 24 | 22,4 | 49,7 | 30,9 | 64,0  | 3,5 | 1,3 | 1,4 | 0,7 | 2,3 | 3,3 | 11,2 |
| 2015/16 | Сентре Федерал Ду Баскетбол | NM1                                              | 29  | 21 | 22,4 | 48,8 | 29,7 | 61,9  | 3,3 | 1,2 | 1,4 | 0,6 | 2,4 | 3,0 | 10,6 |
| 2015/16 | INSEP                       | Турнир в Каунасе                                 | 4   | 3  | 21,2 | 57,6 | 50,0 | 70,6  | 4,3 | 0,5 | 1,8 | 1,0 | 1,5 | 4,5 | 13,5 |
| 2015/16 | INSEP                       | Euroleague Basketball Next Generation Tournament | 3   | 0  | 24,1 | 48,6 | 26,7 | 66,7  | 3,7 | 3,0 | 1,0 | 1,3 | 2,0 | 4,3 | 14,0 |
| 2016/17 | Все клубы                   | Все лиги                                         | 34  | 8  | 17,2 | 38,8 | 23,9 | 59,4  | 3,4 | 0,7 | 0,3 | 0,4 | 1,5 | 1,4 | 6,9  |
| 2016/17 | Пуатье Баскет 86            | LNB Pro B                                        | 31  | 7  | 16,9 | 40,1 | 27,8 | 57,6  | 3,3 | 0,8 | 0,3 | 0,5 | 1,4 | 1,4 | 6,8  |
| 2016/17 | Сентре Федерал Ду Баскетбол | NM1                                              | 3   | 1  | 20,0 | 30,0 | 7,7  | 80,0  | 4,0 | 0,3 | 0,0 | 0,3 | 2,3 | 1,7 | 7,7  |
| 2017/18 | Пуатье Баскет 86            | LNB Pro B                                        | 28  | 24 | 23,2 | 39,3 | 29,3 | 79,0  | 4,1 | 1,0 | 0,6 | 0,5 | 1,4 | 1,7 | 8,5  |
| 2018/19 | Все клубы                   | Все лиги                                         | 39  | 15 | 18,1 | 47,8 | 31,5 | 75,6  | 3,0 | 0,7 | 0,7 | 0,5 | 2,3 | 1,2 | 7,2  |
| 2018/19 | Лимож                       | Чемпионат Франции                                | 29  | 13 | 19,2 | 47,0 | 33,3 | 77,4  | 3,2 | 0,7 | 0,7 | 0,5 | 2,2 | 1,1 | 7,7  |
| 2018/19 | Лимож                       | Кубок Европы                                     | 8   | 2  | 14,9 | 54,8 | 25,0 | 62,5  | 2,8 | 0,6 | 0,9 | 0,5 | 2,3 | 1,3 | 6,9  |
| 2018/19 | Лимож                       | Кубок французской лиги                           | 2   | 0  | 13,5 | 20,0 | 0,0  | 100,0 | 1,5 | 0,5 | 0,5 | 0,0 | 3,5 | 2,0 | 2,0  |
| 2023/24 | Шораль Роан Баскет          | Чемпионат Франции                                | 13  | 13 | 32,2 | 51,6 | 31,1 | 75,6  | 4,9 | 0,8 | 0,6 | 0,7 | 1,8 | 2,5 | 21,2 |
| Всего | Всего                       | Всего                                            | 150 | 84 | 21,1 | 45,6 | 29,6 | 70,1  | 3,6 | 0,9 | 0,8 | 0,6 | 1,9 | 1,9 | 9,5  |
| В чемпионате Франции | В чемпионате Франции        | В чемпионате Франции                             | 42  | 26 | 23,3 | 49,3 | 32,4 | 76,1  | 3,7 | 0,7 | 0,7 | 0,6 | 2,1 | 1,5 | 11,9 |
| Наведите курсор мыши на аббревиатуры в заголовке таблицы, чтобы прочесть их расшифровку Статистика приведена с сайта basketball.realgm.com |                             |                                                  |     |    |      |      |      |       |     |     |     |     |     |     |      |